# Dolina Pyszniańska

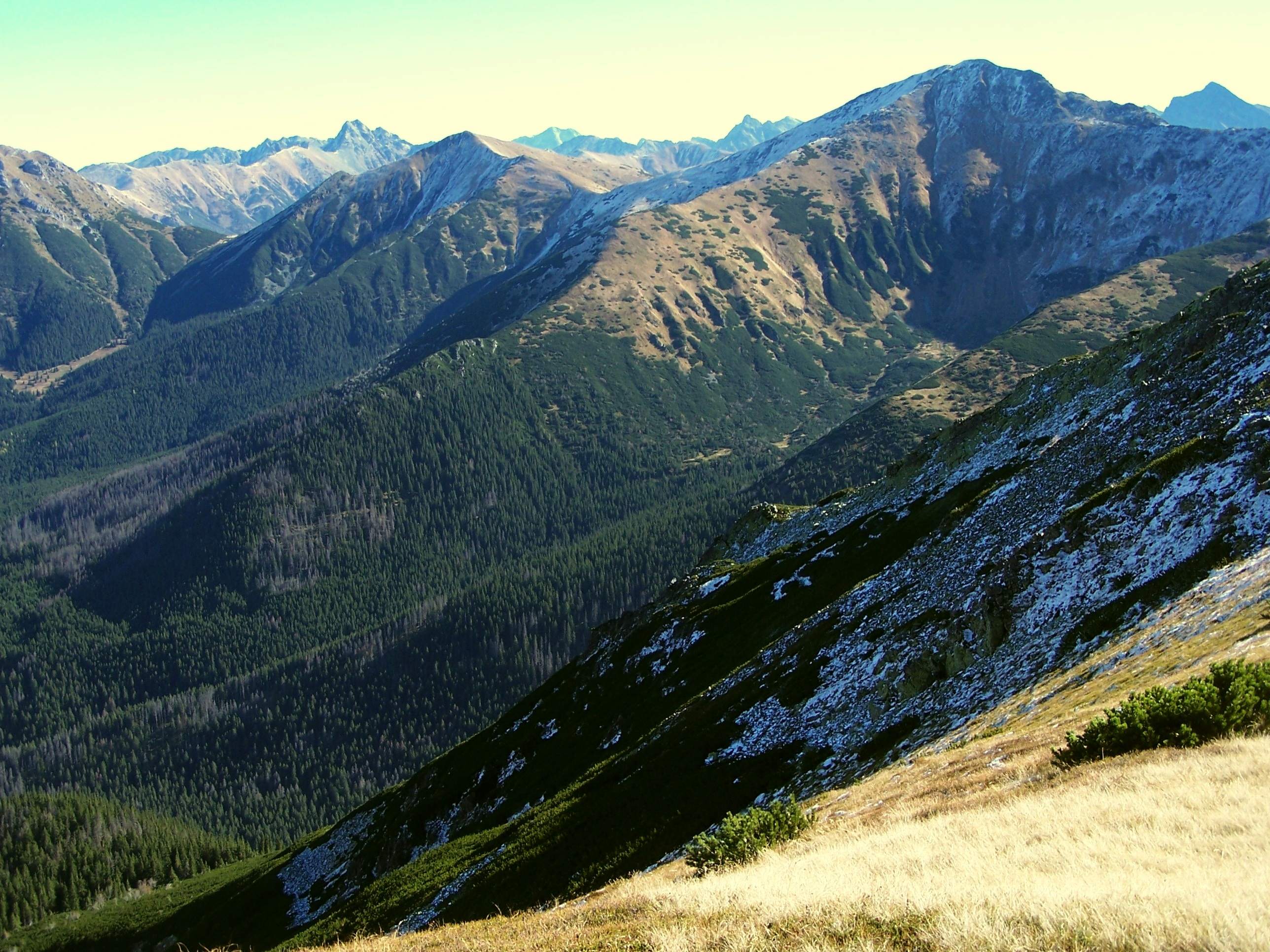
Dolina Tomanowa i Pyszniańska

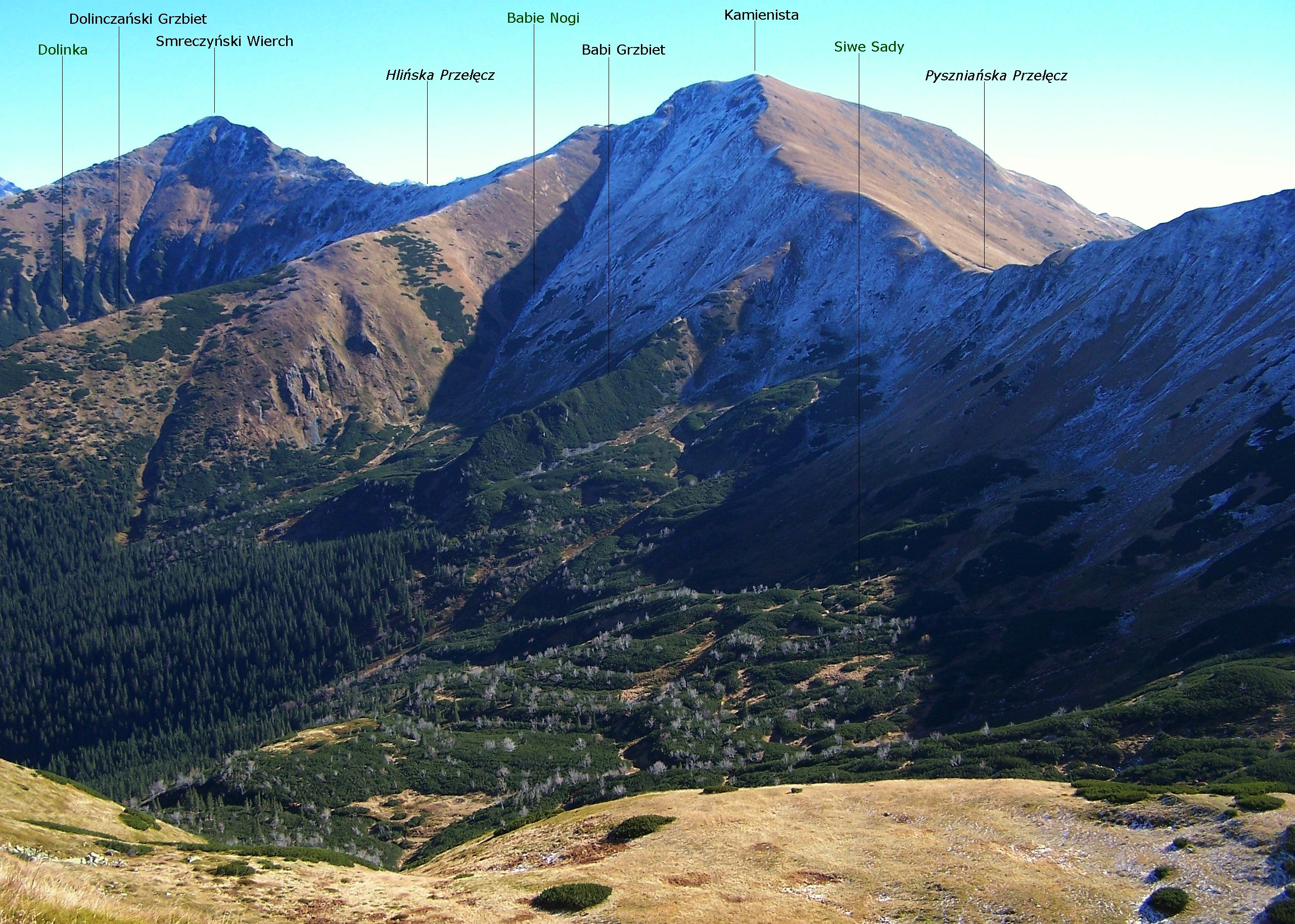
Dolina Pyszniańska, widok z Ornaku

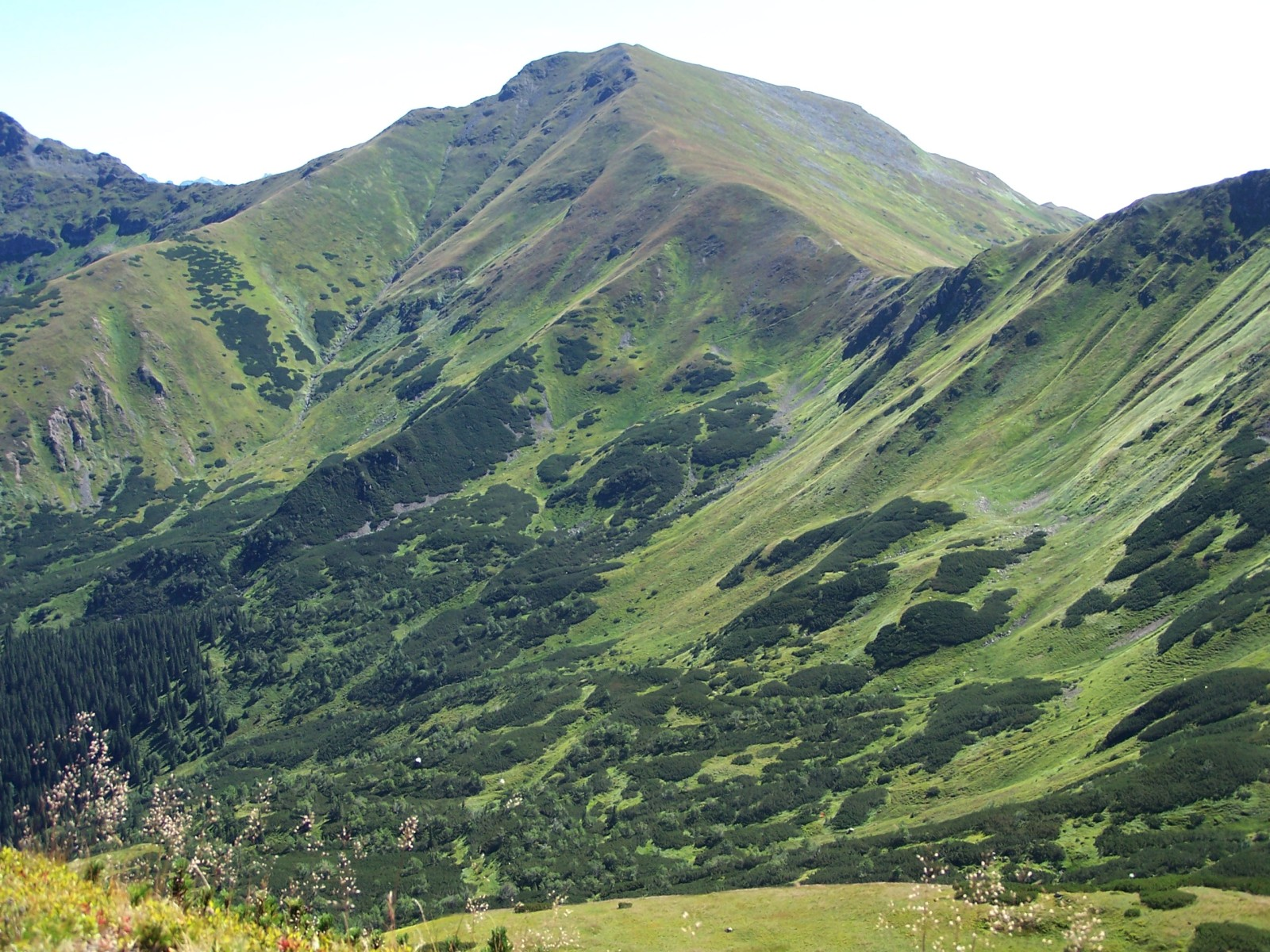
Górna część Doliny Pyszniańskiej

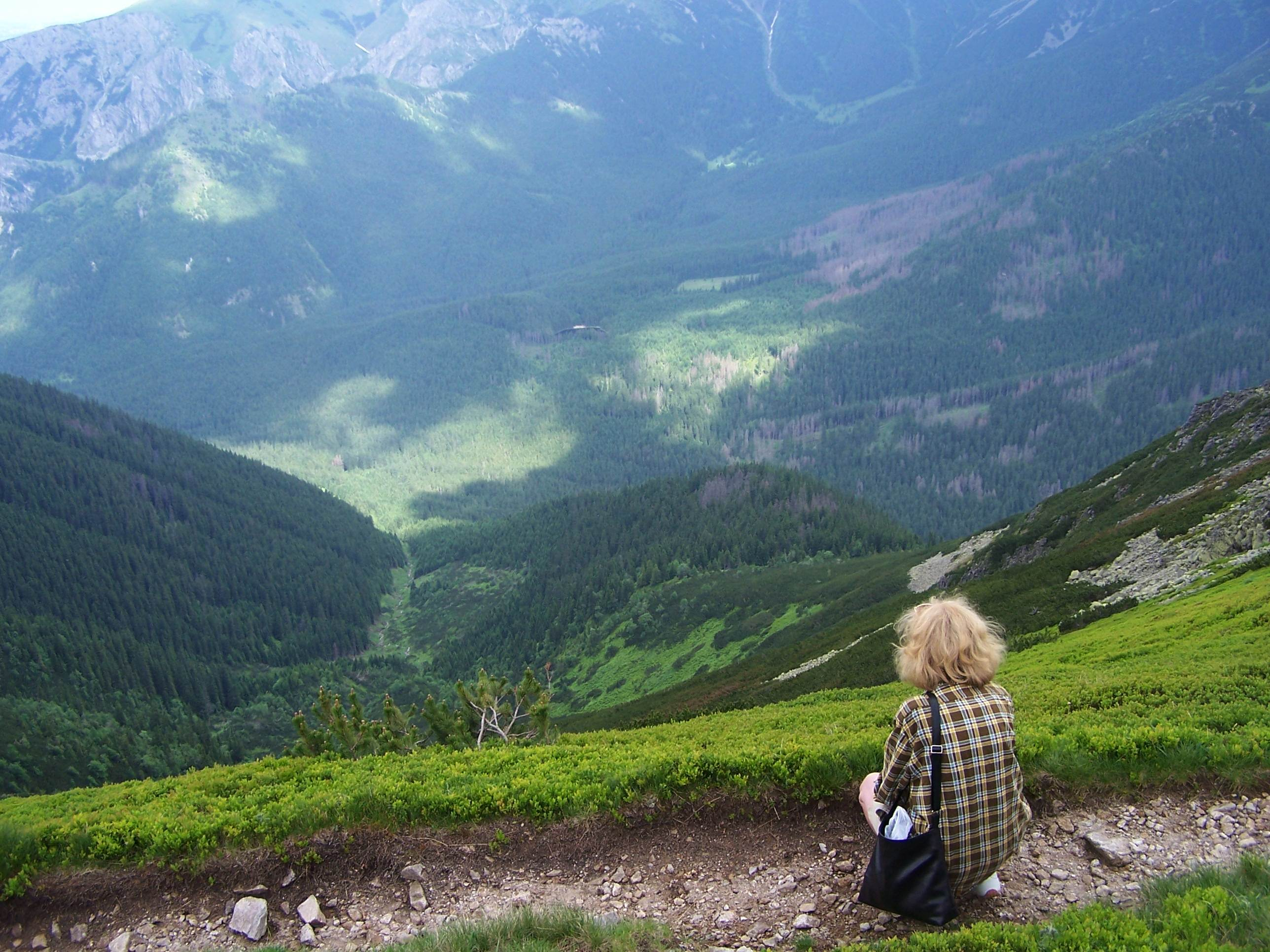
Dolina Pyszniańska – widok z Ornaku

Dolina Pyszniańska, nazywana także Pyszną Doliną – górna część walnej Doliny Kościeliskiej w Tatrach Zachodnich.

## Topografia
Od południowej strony podchodzi pod grań główną z takimi wzniesieniami, jak: Smreczyński Wierch, Kamienista, Błyszcz, Liliowe Turnie o niemal pionowo podciętych ścianach i Siwy Zwornik. Od zachodu wznoszą się ponad dnem Doliny Pyszniańskiej 500–700 m wysokości zbocza Ornaku. Od wschodniej strony zbocza Doliny Pyszniańskiej tworzy Skrajny Smreczyński Grzbiet oddzielający ją od Doliny Tomanowej – drugiego odgałęzienia Doliny Kościeliskiej. Prawostronnymi odgałęzieniami Doliny Pyszniańskiej są: Jaferowy Żleb, Dolinka i wielki żleb Babie Nogi, z lewej strony, z Ornaku opada do niej kilka żlebów, największy z nich to: Ornaczański Żleb. Wysoko na stokach Ornaku, pod Siwą Przełęczą znajduje się Siwa Kotlinka – lodowcowy kocioł z niewielkimi Siwymi Stawkami. W dolnej części Doliny Pyszniańskiej znajduje się Smreczyński Staw będący największym stawem polskich Tatr Zachodnich.

## Opis doliny
Dolina zbudowana jest ze skał krystalicznych. W epoce lodowcowej wypełniona była lodowcem aż po okolice Polany Smytniej. Z północnych zboczy Kamienistej na wysokości ok. 1320 m n.p.m. wypływa ze źródeł Pyszniański Potok, który, łącząc się z Tomanowym Potokiem, tworzy Kościeliski Potok.
Z rzadkich roślin w dolinie występuje przymiotno węgierskie.

## Historia
Od dawna, bo już w XV w. wydobywano w jej rejonie rudy srebra i miedzi. Pamiątką po tym jest kwarcytowy kamień, na którym osadzony jest Krzyż Pola, pochodzący najprawdopodobniej z młyna do mielenia tych rud, który stał u wylotu doliny. Później wydobywano tu rudy żelaza, przetapiane następnie w Starych Kościeliskach.
Dolina Pyszniańska była jedną z tras prowadzących na drugą stronę Tatr. Przez Pyszniańską Przełęcz przeprawiali się zbójnicy, myśliwi, pasterze i przemytnicy, a w czasie II wojny światowej kurierzy tatrzańscy. Ich przygody opisał Stanisław Zieliński w książce W stronę Pysznej. Było tutaj schronisko na Pysznej, z którego podczas II wojny światowej często korzystali partyzanci. Spalone zostało przez Niemców.
Dawniej cała dolina była wypasana. W jej górnej części znajdowała się Hala Pyszna, a w dolnej Halą Ornak. W I połowie XX wieku była też bardzo popularnym terenem zjazdowym dla narciarzy, szczególnie jej część zwana Siwymi Sadami. Po zaprzestaniu w 1957 r. wypasu i utworzeniu tu ścisłego rezerwatu przyrody Tomanowa-Smreczyny, hale te niemal całkowicie zarosły lasem, a w wyższych partiach kosodrzewiną. Tylko najwyższe partie, powyżej kosodrzewiny utrzymały swoją trawiastą murawę.
Obecnie znajduje się tutaj największy w Tatrach obszar górnoreglowych lasów świerkowych i ostoja zwierząt nie niepokojonych przez ludzi. Niemal cały ten obszar bowiem wyłączony jest z ruchu turystycznego. Dla turystów udostępniony jest tylko czarny szlak turystyczny prowadzący do Smreczyńskiego Stawu, cały czas biegnący przez ścisły rezerwat przyrody. Samą dolinę można obserwować ze szlaków turystycznych.